# Dark Tranquillity
Dark Tranquillity är ett melodiskt death metal-band grundat 1989 i Göteborg.

## Septic Broiler&Skydancer(1989–1994)
Bandet bildades i Billdal 1989 under namnet Septic Broiler. Bandet bestod av Niklas Sundin och Mikael Stanne på gitarr, Anders Jivarp på trummor, Martin Henriksson på bas och Anders Fridén på sång. En första demo med titeln Enfeebled Earth gavs ut i hundra exemplar, producerad av bandet själva tillsammans med Dragan Tanascovic och Stefan Lindgren. Bandet bytte snart namn till Dark Tranquillity och under 1991-1992 gav man ut demosinglarna Trail of Life Decayed och A Moonclad Reflection. Dessa singlar samlades året därpå på en kassett som gavs ut av det polska skivbolaget Carnage Records. 
Bandet fick skivkontrakt med Spinefarm Records och i augusti 1993 släpptes debutalbumet Skydancer, bestående av låtmaterial som skrivits sedan 1991. Albumet spelades in mellan maj och juni 1993 i Studio Soundscape med bandet själva som producenter, med hjälp av Dragan Tanascovic och Stefan Lindgren. 
Anders Fridén lämnade Dark Tranquillity efter utgivningen av Skydancer för att istället ägna sig åt Ceremonial Oath och senare In Flames. Mikael Stanne tog över som sångare och Fredrik Johansson tillkom för att ersätta Stanne på gitarr. 
Under 1994 bidrog Dark Tranquillity med en coverversion av Metallicas My Friend of Misery till Black Sun Records Metallicatribut Metal Militia.

## The Gallery&The Mind's I(1995–1997)
Den första egna skivan med Stanne på sång var den fyrspåriga EP:n Of Chaos and Eternal Night som gavs ut 1995. I april och maj 1995 spelades fullängdsalbumet The Gallery in i Studio Fredman med Fredrik Nordström som producent, och gavs ut i november med franska Osmose Productions som skivbolag. På den japanska utgåvan inkluderades Metallicacovern My Friend of Misery från föregående år. Under 1996 följdes albumet upp av ännu en fyrspårig EP, Enter Suicidal Angels.
Bandets tredje album The Mind's I spelades in under sommaren 1996, åter igen med Fredrik Nordström i Studio Fredman. Albumet släpptes 1997. I november 1977 var Dark Tranquillity huvudakt i "World Domination"-turnén med support av bland andra Enslaved, Bewitched, och Demoniac.

## Projector &Haven(1998–2000)
Banduppsättningen från 1993 höll fram till 1998 då gitarristen Fredrik Johansson slutade. Martin Henriksson gick då över till att spela gitarr och Michael Nicklasson tillkom som ny basist. Dessutom fick bandet förstärkning av keyboardisten Martin Brändström. Bandet skrev nytt skivkontrakt med Century Media som under 1999 gav ut deras fjärde album Projector, inspelat i Studio Fredman i september 1998. Albumet utmärkte sig med en stor andel ren sång från Stanne, jämte growlandet. Projector nominerades till en Grammis, men vinnare blev Lok I september turnerade Dark Tranquillity i Japan och senare under hösten framträdde bandet inför sin dittills största publik på italienska Gods of Metal där Iron Maiden var huvudakt. 
Bandets femte album Haven spelades in i Studio Fredman i mars och april 2000 och släpptes i juli samma år. Albumet utmärkte sig med en återgång till mer growlad sång samt ett ökat användande av keyboard. Under september turnerade bandet med In Flames och finska Sentenced och To/Die/For och genomförde därefter konserter i Mexiko. I april 2001 var bandet åter i Japan för en turné tillsammans med Children of Bodom och spelade till sommaren på bl.a. tyska Wacken Open Air. I oktober gjorde bandet sin första spelning i Istanbul. 

## Damage Done, Character, Fiction(2002–2010)
I juli 2002 utgavs Dark Tranquillitys sjätte fullängdsalbum, Damage Done, inspelat i februari och mars samma år i Studio Fredman. I november och december turnerade bandet i Europa tillsammans med Sinergy och i början av 2003 gjorde Dark Tranquillity ett antal konserter i USA tillsammans med Strapping Young Lad, Napalm Death, Nile och The Berzerker. Under turnerandet med Damage Done filmades en konsert i Krakow för att ges ut på DVD med titeln Live Damage. DVD:n innehåller även liveinspelningar från Aten, Essen och Paris. 

Under 2004 utgavs ett samlingsalbum med titeln Exposures: In Retrospect and Denial, innehållande konsertinspelningen från Krakow tillsammans med Trail of Life Decayed och A Moonclad Reflection och tidigare outgivna låtar. 

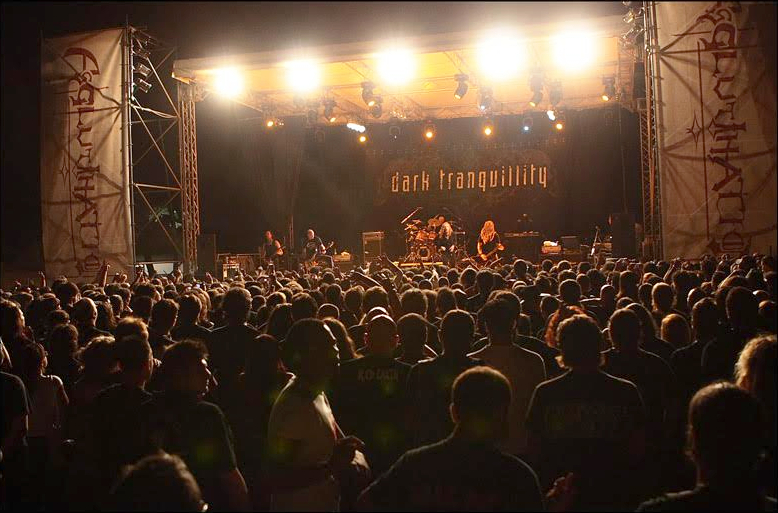
Dark Tranquillity på Agglutination Metal Festival 2008.

I november 2004 utgavs EP:n Lost to Apathy. Under vintern turnerade Dark Tranquillity med The Haunted och Arch Enemy i Europa för att sedan fortsätta i USA tillsammans med Soilwork och Hypocrisy och vidare till Tyskland med Kreator. 
Det sjunde studioalbumet Character spelades in i olika studios - Studio Fredman (trummorna), The Room (gitarr, bas, sång) och Rogue Music (keyboard) - och släpptes i januari 2005. Det gick in på svenska försäljningslistan som nummer 3.
Mellan oktober och december 2006 spelade man in sitt åttonde album Fiction som släpptes i april 2007. Det spelades in tillsammans med Tue Madsen, som producerat bland andra Behemoth, Engel, Halford, Kataklysm och The Haunted. Albumet spelades in i Martin Brändströms egen studio Rogue Music (sång, gitarr, bas, keyboard) och i In Flames Studio (trummor). Under mars-april 2007, efter att inspelningen av Fiction var klar men innan albumet gavs ut, turnerade bandet tillsammans med The Haunted, Into Eternity och Scar Symmetry i den nordamerikanska Metal For The Masses-turnén. Till låten Terminus (Where death is most alive) gjordes en video av Sven Kirk där bandmedlemmarna byggts i Legogubbar.
Under sommaren 2007 framträdde Dark Tranquillity på olika festivaler i Europa, som finska Sauna open air, svenska Hultsfredsfestivalen och Arvikafestivalen samt tyska Summer Breeze. Hösten inleddes med en skandinavisk turné med Sonic Syndicate och Blofly, för att fortsätta med Eastpak Antidote Tour med Soilwork, Caliban och Sonic Syndicate. Året avslutades med två konserter i Grekland tillsammans med schweiziska Samael. Under vintern 2008 genomförde bandet en turné i Asien med start i Peking. Året fortsatte med turnéer i Europa, USA och Latinamerika för att i november avslutas med Close-Up Made Us Do It-turnén i Norge och Sverige tillsammans med Engel och Dead by April. I august 2008 var bandet huvudakt på Agglutination Metal Festival i Italien.
Basisten Michael Nicklasson lämnade Dark Tranquillity 2008. Under höstens spelningar var Michael Håkansson (Engel, tidigare Evergrey) bandets tillfälliga basist. Ny permanent basist blev Daniel Antonsson från Dimension Zero och Soilwork.

## We Are the Void&Construct(2010 – 2013)

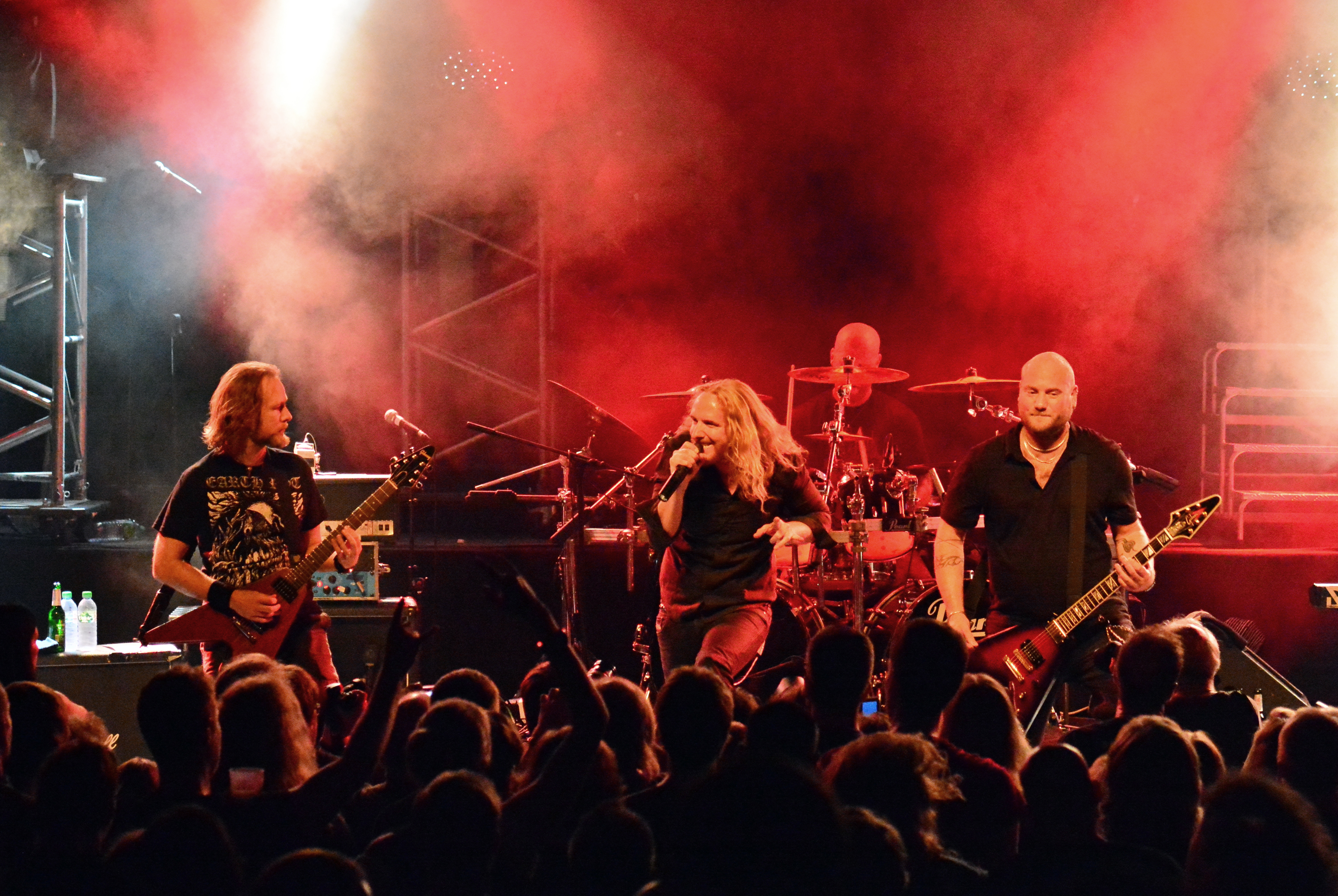
Dark Tranquillity, Hamburg Metal Dayz 2014

Dark Tranquillitys nionde studioalbum We Are the Void spelades in mellan augusti och november 2009 och släpptes 24 februari 2010. Albumet producerades liksom det föregående av Tue Madsen, och som studio användes Daniel Antonssons Gothenburg Rock Studios (för bas och trummor) och Martin Brändströms Rouge Music (för sång, gitarr, keyboard). En första låt från albumet, Dream Oblivion, publicerades på bandets Myspace 17 december 2009, där även hela albumet gjordes fritt tillgängligt under releaseveckan i februari. Under vintern 2010 turnerade bandet i USA tillsammans med Killswitch Engage och The Devil Wears Prada. 
I februari 2013 lämnade Daniel Antonsson bandet.
Bandets tionde studioalbum Construct spelades in i Rouge Music samt Nacksving Studio (trummorna) och gavs ut 27 maj 2013. Albumet mixades av Jens Bogren, som tidigare arbetat med bland andra Paradise Lost, Opeth och Katatonia. Turnerandet som följde på Construct blev bandets dittills mest omfattande. Under 2015 blev Anders Iwers ny livebasist och meddelades som fast medlem under 2016.

## Atoma(2016–2019)
På våren 2016 slutade Martin Henriksson som gitarrist i bandet och kom istället att arbeta som deras manager.  
I november 2016 släppte bandet sitt elfte fullängdsalbum Atoma, inspelat under vår och sommar 2016 och producerat av Martin Brändström i Nacksving studios och hans egen studio Rogue Music. På Force of Hand gästspelar gitarristen Björn Gelotte från In Flames och på Forward Momentum hörs Annelie Johansson på bakgrundssång. Turnerandet som följde på Atoma blev ännu mer omfattande än för Construct. 
För att istället fokusera på hemmalivet valde även Niklas Sundin att inte delta i turnerandet, och Henriksson och Sundin ersattes av tillfälliga livegitarrister.

## Moment (2020 - 2023)
När arbetet med ett nytt album skulle inledas meddelade Niklas Sundin, som länge varit frånvarande från livescenen, att han inte längre skulle vara medlem i bandet. Precis som Martin Henriksson har han förblivit en del av Dark Tranquillity-teamet genom att fortsätta bidra med illustrationer och videokonst. Livegitarristerna Johan Reinholdz och Christopher Amott blev permanenta medlemmar inför studioarbetet. 
Bandets tolfte album spelades in under våren och sommaren 2020, likt föregående album i Rouge Music och Nacksving studios. Då turnéer var omöjliga till följd av Covid-19-pandemin valde man att förlänga inspelningsperioden och albumet gavs ut 20 november. I samband med skivsläppet framförde bandet hela albumet live på ett publiktomt Stora Teatern i Göteborg som en livestreamkonsert. Albumet tilldelades en Grammis i kategorin Årets hårdrock/metall. 
Under 2021 meddelades att Anders Iwers och Anders Jivarp lämnat bandet. Som nya turnémusiker rekryterades Christian Jansson från Mikael Stannes sidoprojekt Grand Cadaver och Joakim Strandberg-Nilsson från In Mourning och Non-Exist. Efter enstaka konserter i Europa under hösten 2021 kunde en ordentlig albumturné inledas Nordamerika i januari 2022.  

## Endtime Signals (2024 - )
Den 16 augusti 2024 släpptes bandets trettonde album, Endtime Signals. Albumet spelades in med Christian Jansson och Joakim Strandberg-Nilsson som nya fasta medlemmar i bandet.  

## Medlemmar
Nuvarande medlemmar
- Mikael Stanne – gitarr (1989–1993), sång (1993– )
- Martin Brändström – elektronik, synthesizer (1998– )
- Johan Reinholdz – gitarr (2017– )
- Joakim Strandberg-Nilsson – trummor (2021– )
- Christian Jansson – bas (2021– )
- Peter Lyse Karmark - gitarr (2024– )

Tidigare medlemmar
- Niklas Sundin – gitarr (1989– 2020)
- Martin Henriksson – basgitarr (1989–1999, 2013–2015), gitarr (1999–2015)
- Anders Iwers – basgitarr (2015– 2021)
- Daniel Antonsson – basgitarr (2008–2012)
- Michael Nicklasson – basgitarr (1999–2008)
- Fredrik Johansson – gitarr (1993–1999)
- Anders Fridén – sång (1989–1993)
- Christopher Amott – gitarr (2017–2023)
- Anders Jivarp – trummor (1989– 2021)

Turnerande musiker
- Joakim Strandberg-Nilsson – trummor (2021 – )
- Christian Jansson – gitarr (2021 – )
- Johan Reinholdz – gitarr (2017– )
- Christopher Amott – gitarr (2017 – )
- Jens Florén – gitarr (2016)
- Anders Iwers – basgitarr (2015 – 2021)
- Erik Jacobson – gitarr (2015)
- Mariangela Demurtas – sång (2013)
- Robin Engström – trummor (2001)
- Joey Concepcion - gitarr (2022–2023 )

## Diskografi
Demo
- Enfeebled Earth (1989, som "Septic Broiler")
- Rehearsal December (1990, som "Septic Broiler")
- Trail of Life Decayed (1991)
- Promo '94 (1994)

Studioalbum
- Skydancer (1993)
- The Gallery (1995)
- The Mind's I (1997)
- Projector (1999)
- Haven (2000)
- Damage Done (2002)
- Character (2005)
- Fiction (2007)
- We Are the Void (2010)
- Construct (2013)
- Atoma (2016)
- Moment (2020)
- Endtime Signals (2024)

Livealbum
- Where Death Is Most Alive (2009)
- For the Fans (2013)

EP
- A Moonclad Reflection (1992, 7" vinyl Slaughter Records)
- Of Chaos and Eternal Night (1995, CD, Spinefarm Records)
- Enter Suicidal Angels (1996, CD, Osmose Productions)
- Lost to Apathy (2004, CD, Century Media)
- Zero Distance EP (2012, digital, Century Media)

Singlar
- "Focus Shift" (2007)
- "Sorrow's Architect" (2013)
- "A Memory Construct" (2014)

Samlingsalbum
- Tranquillity (1993, kassett, Carnage Records)
- Exposures: In Retrospect And Denial (2004)
- Manifesto of Dark Tranquillity (2009)
- Yesterworlds (2009)
- The Dying Fragments (2009)

Video
- Zodijackyl Light (1996, VHS)
- World Domination (1998, VHS)
- Live Damage (2003, DVD)
- Where Death Is Most Alive (2009, DVD)

Annat
- The Official Demo Series Vol. 1 (1999, delad album: Dark Tranquillity / Infernäl Mäjesty / Hunger)
- In Requiem / Fiction (2007, delad album: Dark Tranquillity / Paradise Lost / Turisas / In This Moment)